# Diary (album de Wink)
Cet article concerne l'album de Wink. Pour l'album de The D.O.T., voir Diary.
Pour les articles homonymes, voir Diary.
Albums de Wink
Brunch
(1993) Overture!
(1994)
Diary, sur-titré Wink Best Album, est une compilation du duo Wink, sortie en 1994.

## Présentation
L'album sort le 25 mars 1994 au Japon sous le label Polystar, quatre mois après le précédent album original du groupe, Brunch. Il atteint la 26e place de l'Oricon, et reste classé pendant 6 semaines. C'est la quatrième compilation du groupe, en trois ans, après Wink Hot Singles sortie fin 1990, Diamond Box fin 1991, et Raisonné fin 1992.
L'album contient, classés du plus récent au plus ancien, douze des vingt titres sortis jusqu'alors en singles (face A) par le groupe, un titre sorti en face B, et trois autres titres tirés de deux albums précédents. Parmi eux figurent des reprises adaptées en japonais de chansons occidentales : Movin' On de Bananarama, Where Were You Last Night (Yoru ni Hagurete) de Ankie Bagger, Sexy Music de The Nolans, Especially for You de Kylie Minogue et Jason Donovan, Boys Don't Cry (Namida wo Misenaide) de Moulin Rouge, et Turn It Into Love (Ai ga Tomaranai) de Kylie Minogue.

## Liste des titres
1. Itsumademo Suki de Itakute (いつまでも好きでいたくて?)
2. Sakihokore Itoshisa yo (咲き誇れ愛しさよ?)
3. Movin' On (de l'album Brunch)
4. Oitsumetai (追いつめたい?) (de l'album Brunch)
5. Kekkon Shō Ne (結婚しようね?)
6. Image na Relation (イマージュな関係?) ("face B" du single Tsuioku no Heroine)
7. Haitoku no Scenario (背徳のシナリオ?)
8. Manatsu no Tremolo (真夏のトレモロ?)
9. New Moon ni Aimashō (ニュー・ムーンに逢いましょう?)
10. Yoru ni Hagurete ~Where Were You Last Night~ (夜にはぐれて...?)
11. Sexy Music
12. One Night in Heaven ~Mayonaka no Angel~ (... 真夜中のエンジェル?)
13. Samishii Nettaigyo (淋しい熱帯魚?)
14. Especially for You (de l'album Especially for You)
15. Namida wo Misenaide ~Boys Don't Cry~ (涙をみせないで...?)
16. Ai ga Tomaranai ~Turn It Into Love~ (愛が止まらない...?)